# 63P/Wild
63P/Wild (również Wild 1) – kometa krótkookresowa, należąca do rodziny komet Jowisza.

## Odkrycie i nazwa
Kometę tę odkrył Paul Wild z Instytutu Astronomicznego w Bernie 26 marca 1960 roku.
W nazwie znajduje się zatem nazwisko odkrywcy.

## Orbita komety
Orbita komety 63P/Wild ma kształt elipsy o mimośrodzie 0,65. Jej peryhelium znajduje się w odległości 1,95 j.a., aphelium zaś 9,22 j.a. od Słońca. Jej okres obiegu wokół Słońca wynosi 13,21 roku, nachylenie do ekliptyki to wartość 19,8˚.

## Właściwości fizyczne
Kometa ta ma średnicę jądra wynoszącą 2,9 km.